# Szociális és Közgazdasági Tanulmányok Katolikus Uniója
Szociális és Közgazdasági Tanulmányok Katolikus Uniója (Fribourgi Unió,  Union catholique d'études sociales et économiques (francia)) az ipari forradalom okozta társadalmi feszültségek és elnyomorodás ellenében a kereszténység szociális tanításának megfogalmazására létrehozott nemzetközi katolikus egyesület.

## Története
Francia, osztrák, német, olasz értelmiségiek és arisztokraták alapították 1884-ben, Albert de Mun gróf és La Tour de Pin márki kezdeményezésére. Magyar részről Esterházy Miklós Móric gróf vett részt az alapításban. A szervezet Gaspard Mermillod bíboros, Lausanne-Genf püspöke vezetésével és jezsuita inspirációval vizsgálta az akkori Európa szociális és társadalmi helyzetét. Tanulmányai eredményét emlékirat formájában terjesztette XIII. Leó pápa elé, és egyházi állásfoglalásra kérte fel a szociális kérdésekkel kapcsolatban. Jelentős hatással volt a pápa 1891-ben kiadott Rerum novarum enciklikájára.
A szervezet mintájára a második világháború után a svájci Fribourg domonkos egyetemén hasonló tanulmányi céllal hozták létre a Szociális és Politikai Tudományok Nemzetközi Intézetét.

## Célja, programja
Az egyesület legfontosabb célkitûzése a társadalmi problémák katolikus szellemû megoldásának kimunkálása, javaslatok megfogalmazása volt,
abból a megállapításból kiindulva, hogy a rideg és méltányosságot nem ismerô gazdaságban és a társadalomban
- eluralkodott a korlátlan szerzés,
- az erôsebb jogának érvényesülése, valamint
- a munka a termelés céljainak puszta eszközévé,
- a magántulajdon pedig öncéllá vált.

Az egyesület munkaprogramjában kitért
- az ember és a munka kapcsolatának, jelentôségének föltárására,
- a közerkölcs, a munkabér és az ipari termelés adott korban rendszeridegennek számító szabályozása kérdéseire nemzetközi

együttmûködés keretében,
- az államhatalom szerepének újragondolására, valamint
- a magántulajdonnal és annak használatával kapcsolatos álláspont tisztázására.[2]